# Lake Wongan
Lake Wongan är en sjö i Australien. Den ligger i delstaten Victoria, omkring 160 kilometer väster om delstatshuvudstaden Melbourne. Lake Wongan ligger 276 meter över havet. Arean är 1,6 kvadratkilometer. Den sträcker sig 1,6 kilometer i nord-sydlig riktning, och 1,9 kilometer i öst-västlig riktning.
Trakten runt Lake Wongan består till största delen av jordbruksmark. Runt Lake Wongan är det mycket glesbefolkat, med 2 invånare per kvadratkilometer. Genomsnittlig årsnederbörd är 766 millimeter. Den regnigaste månaden är juli, med i genomsnitt 101 mm nederbörd, och den torraste är januari, med 26 mm nederbörd.